# ريتشارد بي ستانلي
ريتشارد بي ستانلي (بالإنجليزية: Richard P. Stanley) هو رياضياتي وأستاذ جامعي أمريكي، ولد في 23 يونيو 1944 في نيويورك في الولايات المتحدة.